# SV Kuchl
Der Sportverein Raiffeisen Kuchl, kurz SV Kuchl, ist ein Fußballverein aus der Salzburger Gemeinde Kuchl. Der Verein gehört dem Salzburger Fußballverband (SFV) an und spielt seit der Saison 2024/25 in der Regionalliga West, der dritthöchsten Spielklasse.

## Geschichte
Der SV Kuchl wurde 1954 gegründet. Der Verein spielte zu Beginn seiner Geschichte zumeist in den unteren Spielklassen des Salzburger Amateurfußballs, zwischen 1957 und 1964 hielt sich der Verein in der zweithöchsten Spielklasse des Bundeslandes. 1984 stieg Kuchl als Meister der 2. Landesliga Nord erstmals in die 1. Landesliga auf. In der Saison 1988/89 verpasste Kuchl als Vizemeister hinter dem USK Anif knapp den Aufstieg in die Regionalliga West. Nach der Saison 1991/92 wurde die Regionalliga West abgeschafft und die dritte Spielklasse auf die drei Bundesländer im Westen aufgeteilt, Kuchl verpasste jedoch die Qualifikation für die neue höchste Salzburger Spielklasse und blieb damit viertklassig. Am Ende der Saison 1993/94 folgte dann gar der Abstieg in die fünfte Liga. Dort verbrachte der Klub drei Saisonen, ehe 1997 wieder der Meistertitel in der Gruppe Nord gelang und der Verein somit wieder in die 1. Landesliga aufstieg, die mittlerweile wieder die höchste Spielklasse des Bundeslandes war.
Dort verbrachte Kuchl diesmal acht Spielzeiten, ehe der Klub am Ende der Saison 2004/05 als Tabellen-Vorletzter wieder den Gang ins Unterhaus antreten musste. Nach fünf Jahren in der 2. Landesliga wurde Kuchl in der Saison 2009/10 Vizemeister in der Gruppe Nord und durfte somit in einer Relegation gegen den Vizemeister der Gruppe Süd, den SV Schwarzach im Pongau, um den Aufstieg in die Salzburger Liga spielen. Diese Relegation konnte Kuchl für sich entscheiden und somit wieder in die vierthöchste Spielklasse aufsteigen. In der Salzburger Liga war Kuchl in den kommenden Jahren meist in der oberen Tabellenhälfte anzufinden, in den Saisons 2013/14, 2014/15 und 2016/17 wurde der Verein jeweils Dritter. Nach einer durchwachsenen Saison 2017/18, in der sich der Verein im Abstiegskampf wiedergefunden hatte, stieg der Verein als Tabellendritter in der Saison 2018/19 in die neu geschaffene Regionalliga Salzburg auf, nachdem die Regionalliga West wieder aufgelöst worden war. Den Grunddurchgang beendete Kuchl in der Saison 2019/20 als Vorletzter, durch den COVID-bedingten Saisonabbruch musste der Verein aber nicht um den Klassenerhalt in der Abstiegsrunde zittern.
In der Saison 2020/21 belegte Kuchl nach 14 Runden den ersten Tabellenrang und hatte somit gute Chance auf eine Qualifikation für das überregionale Aufstiegsplayoff, jedoch wurde die Saison ebenfalls COVID-bedingt abgebrochen. Durch den ersten Tabellenrang erhielt Kuchl jedoch erstmals einen Startplatz im ÖFB-Cup in der Folgesaison. In diesem traf man in der ersten Runde auf den Zweitligisten FC Blau-Weiß Linz, gegen den man jedoch mit 0:3 klar das Nachsehen hatte. Zwei Tore der Linzer erzielte dabei ausgerechnet der Kuchler Eigenbauspieler Matthias Seidl, für den es das erste Spiel nach seinem Wechsel aus Kuchl nach Linz war. In der Saison 2021/22 belegte Kuchl nach dem Grunddurchgang den vierten Rang, in der Abstiegsrunde wurde der Klub dann Zweiter. In der Saison 2021/22 konnte der SV Kuchl erstmals in der Vereinsgeschichte den Salzburger Fußballcup gewinnen und sicherte sich so ein zweites Mal in Folge einen ÖFB-Cup-Startplatz.
In der Saison 2023/24 wurde Kuchl Meister der Salzburger Liga und stieg damit erstmals in die Regionalliga West auf.

## Bekannte ehemalige Spieler
- Robert Strobl
- Christoph Kobleder
- Josef Weberbauer
- Matthias Seidl
- Simon Seidl
- Yannic Fötschl
- Lukas Buchegger